# Polkrilci
Polkrilci (znanstveno ime Hemiptera; grško hemisys - polovica + pteron - krilo) so z okoli 80.000 poznanimi vrstami eden od večjih redov žuželk.
Red je dobil ime po zgradbi kril. Prvi krili večine predstavnikov sta dvodelni: proksimalni del je trd, hitiniziran, distalni pa membranast. Drugi par kril je pri vseh polkrilcih v celoti membranast in krajši od prvega. Od ostalih žuželk se polkrilci ločijo po tem, da imajo tako ličinke kot tudi odrasle živali obustni aparat izoblikovan v bodalo/sesalo (lat. proboscis). Proboscis ima dva kanala, enega za izločanje sline in drugega za srkanje tekočin. Za polkrilce je značilno tudi, da so njihove tipalnice zgrajene iz 5 ali manj členov.

## Sistematika
Sistematska razdelitev reda še ni povsem dorečena. Tradicionalno so polkrilce delili na dva podredova, enakokrilce (Homoptera) in raznokrilce ali stenice (Heteroptera). Ime Heteroptera se poleg tega v nekaterih virih napačno uporablja kot sinonim za red Hemiptera in v angleščini še ime True bugs za en ali drugi takson (s »True bugs« so dejansko mišljene stenice), kar vse samo dodaja k zmešnjavi. Kasneje se je pokazalo, da je skupina enakokrilcev polifiletska in ta delitev ni več ustrezala. Okvir na desni prikazuje eno od trenutno najbolj priznanih delitev polkrilcev.
- Prsokljunci (Sternorrhyncha) - bolšice, ščitkarji ali moljevke, listne uši in kaparji
- Škržadi in škržatki (Auchenorrhyncha) - sorodstvi svetivcev in cvrčečih škržadov
- Stenice (Heteroptera) - okoli 40.000 opisanih vrst, od tega dobrih 600 znanih tudi za Slovenijo.

Po različnih drugih klasifikacijah se red polkrilcev deli na 3, 4 ali 5 podredov.

## Ekologija
Red je kozmopolitski - njegovi predstavniki živijo po vsem svetu in so se prilagodili na mnogotere različne načine življenja. Večina vrst je kopenskih, nekatere pa so se prilagodile tudi na življenje v vodi (vodne stenice) oz. na površini vode (vodni drsalci). Tudi glede prehranjevanja je red zelo raznolik. Prehranjujejo se z mehkimi deli rastlin ali rastlinskimi sokovi, med njimi pa najdemo tudi plenilce in zunanje zajedavce.

### Pomen za človeka
Pomen za človeka ni bistven. Nekatere rastlinojede vrste so škodljivci na poljščinah, recimo določeni predstavniki malih škržatkov. Vrste, ki zajedajo sesalce, lahko prenašajo patogene organizme na človeka in domače živali, poleg tega pa boleče pičijo. Še najbolj moteče za človeka so posteljne stenice. Plenilske vrste so v nekaterih primerih uporabne za biološko kontrolo škodljivcev.